# Suzuki Racing
Suzuki Racing è la divisione sportiva dell'azienda motociclistica Suzuki. Nella storia del motociclismo ha ottenuto svariati titoli in più discipline. In particolare, ha vinto 16 titoli riservati ai costruttori nel motomondiale (1 in MotoGP, 6 in classe 500, 3 in classe 125 e 6 in classe 50); nel campionato mondiale di motocross ne ha ottenuti altri 15 e nel campionato mondiale Superbike si è imposta nel 2005.

## Motomondiale
La casa giapponese si presentò per la prima volta alle gare del motomondiale (che si svolgevano ai tempi solamente in Europa) al Tourist Trophy del 1960 in classe 125 con una squadra formata principalmente da piloti giapponesi, Toshio Matsumoto, Michio Ichino e Mitsuo Itō, senza ottenere risultati di rilievo. Fu in ogni caso una presenza sporadica e il nome della casa non risultò infatti nelle classifiche della stagione; l'anniversario è stato peraltro ricordato 50 anni dopo con l'emissione di una moneta commemorativa.
Già nel motomondiale 1961 l'impegno diventò più costante anche se interrotto prima del termine della stagione; vennero ingaggiati anche piloti europei (tra quelli più di rilievo Paddy Driver) e l'impegno si allargò anche alla classe 250. Per la seconda volta nessun pilota riuscì ad ottenere punti validi per la classifica iridata; Suzuki mise però le basi per la stagione successiva ingaggiando alla fine della stagione il pilota tedesco orientale Ernst Degner. In questa occasione l'azienda giapponese giocò un ruolo di rilievo anche nella fuga del pilota verso l'occidente e ne nacquero diverse polemiche.
Fu comunque grazie a questo pilota e all'aiuto che riuscì a dare sotto il profilo tecnico che nel motomondiale 1962 Suzuki si iscrisse per la prima volta nell'albo d'oro del motomondiale con la duplice vittoria del titolo piloti e di quello costruttori nella neonata classe 50 (nella seconda classe in cui si presentò quell'anno, la 125, dovette accontentarsi di un settimo posto quale miglior risultato nella classifica piloti). La Suzuki giocò un ruolo di rilievo in 50 e 125 sino alla stagione 1967, al termine della quale decise di ritirarsi dalle competizioni.

## Le classi

### Classe 50
Dopo il titolo al primo anno di vita della classe Suzuki si ripeté nel motomondiale 1963 piazzando 4 piloti tra i primi 5 in classifica; il titolo in questa occasione fu del neozelandese Hugh Anderson che succedette a Ernst Degner (terzo alla fine della stagione). Il neozelandese ottenne il titolo anche nel 1964.
Dopo un'annata in cui il titolo andò alla Honda, Suzuki ingaggiò un altro pilota tedesco, Hans-Georg Anscheidt; per due anni consecutivi nel 1966 e nel 1967 il nuovo acquisto ottenne il titolo iridato piloti e nel secondo caso Suzuki ottenne anche il titolo costruttori prima di comunicare il suo ritiro ufficiale dalle gare del motomondiale. Le moto del 1967 vennero così cedute ai piloti ufficiali che dovettero gestirle autonomamente; ciò non impedì ad Anscheidt di conquistare nel motomondiale 1968 il terzo mondiale consecutivo facendo ottenere anche il titolo costruttori alla Suzuki. Le partecipazioni alle gare di questa classe ebbero definitivamente termine alla fine della stessa stagione quando i nuovi regolamenti tecnici che limitavano il numero di cilindri a uno misero fuori gioco le pluricilindriche nipponiche.

### Classe 125
Dopo l'esordio avvenuto proprio in questa classe nel 1960, anche nel 1961 non si videro piloti Suzuki nella classifica finale; per le prime apparizioni si dovette aspettare il motomondiale 1962 con i due principali piloti, Hugh Anderson e Ernst Degner, piazzati al 7° e all'11º posto finale. Anderson riuscì anche a ottenere la prima vittoria di un gran premio di questa categoria in occasione dell'ultima prova dell'anno, il Gran Premio motociclistico d'Argentina, potendo peraltro approfittare anche dell'assenza di buona parte delle altre case e piloti ufficiali.
La situazione mutò in meglio già a partire dal 1963, anno in cui Anderson ottenne l'accoppiata di successi, portando a Suzuki oltre che il titolo della classe 50 anche quello dell'ottavo di litro (oltre a 6 vittorie nelle singole prove). Dopo un anno come il 1964 in cui si dovette accontentare del terzo posto finale alle spalle di due Honda ufficiali, Anderson tornò nuovamente al successo nel motomondiale 1965 imponendosi in 7 delle 12 prove in programma. Quest'anno furono addirittura 3 i piloti Suzuki nelle prime quattro posizioni: alla vittoria di Anderson si unirono il secondo posto di Frank Perris e il quarto di Degner.

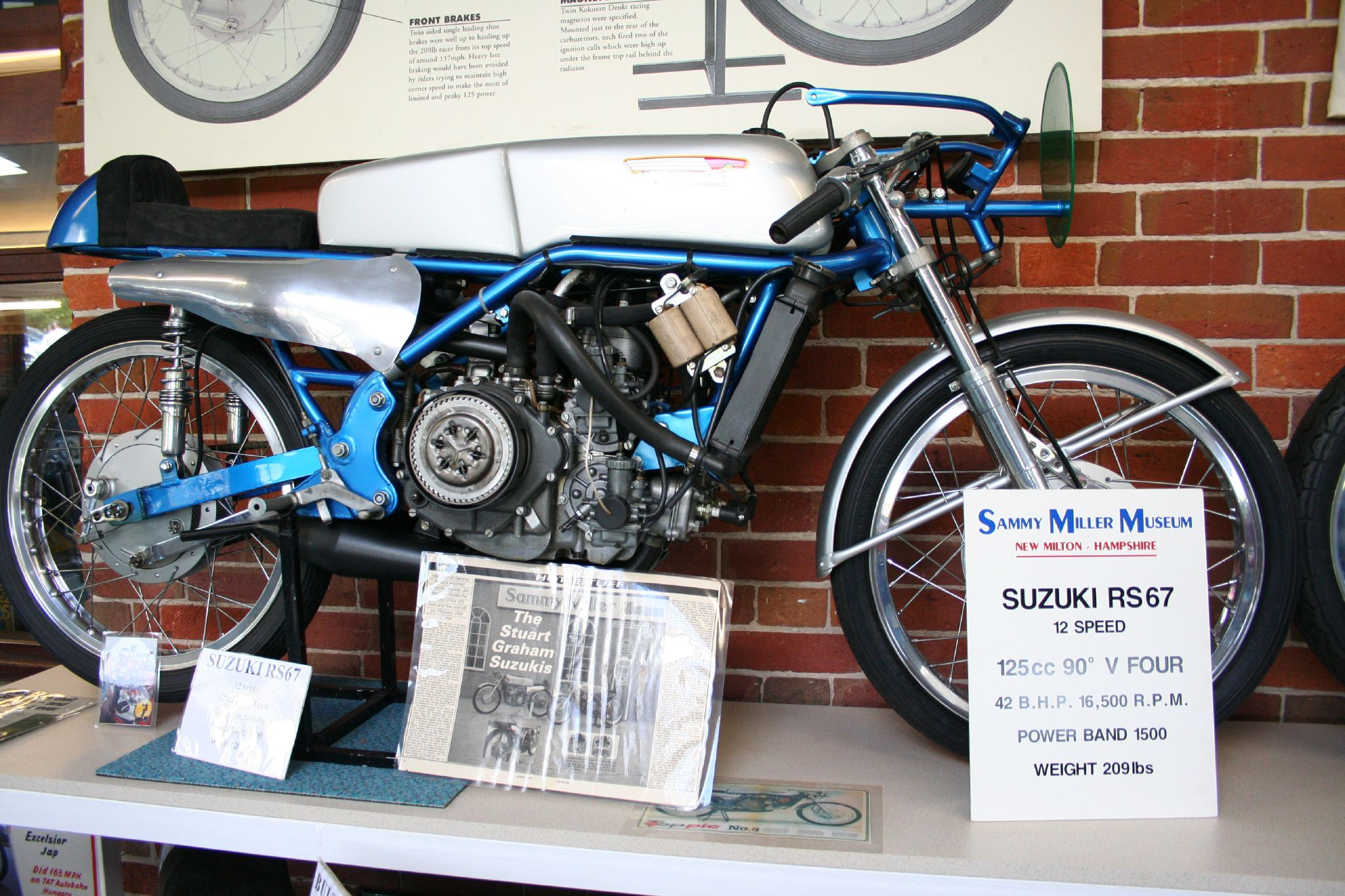
La Suzuki 125 del 1967.

 I due anni successivi, prima del disimpegno ufficiale della casa, non portarono risultati particolarmente notevoli: Anderson, prima di ritirarsi dal motomondiale al termine della stagione 1966 arrivò solo al quinto posto e il nuovo pilota principale, Stuart Graham, si piazzò al terzo posto nel motomondiale 1967.
Nonostante il ritiro ufficiale della casa, le moto vennero cedute ai piloti che le dovevano gestire in proprio seppure con l'assistenza della casa; la validità del progetto fu confermata dal fatto che, dopo buoni piazzamenti nel 1968 e nel 1969 si rivide una Suzuki in testa al campionato mondiale nel 1970 quando Dieter Braun ottenne il titolo iridato e quattro vittorie nei singoli gran premi. Dopo che il pilota iridato fu passato ad un'altra casa, si vide ancora il nome Suzuki al secondo posto nel motomondiale 1971, guidata da Barry Sheene ai primi passi nel mondo del motociclismo.

### Classe 500
Grazie alle motociclette della casa, hanno ottenuto il titolo mondiale piloti della classe 500: due volte Barry Sheene (nel 1976 e nel 1977), una volta ciascuno Marco Lucchinelli (nel 1981), Franco Uncini (nel 1982), Kevin Schwantz (nel 1993) e Kenny Roberts Junior (nel 2000).
Dopo un primo anno (il 1973) in cui la presenza fu in forma semi-ufficiale grazie all'impegno della SAIAD, importatore italiano Suzuki, che schierò Jack Findlay e Guido Mandracci, la Casa di Hamamatsu introdusse per la prima volta ufficialmente un team nel motomondiale classe 500 nell'edizione del 1974 con i piloti Barry Sheene e Jack Findlay alla guida della Suzuki RG 500. Il miglior risultato della stagione fu un secondo posto ottenuto da Barry Sheene nella gara d'apertura in Francia. La prima vittoria arrivò nel motomondiale 1975 al GP d'Olanda e Sheene finì la stagione piazzandosi sesto e totalizzando 2 vittorie (si aggiunse anche quella in Svezia). Al termine dell'annata arrivò però la comunicazione del disimpegno Suzuki dalle gare in forma ufficiale e diretta; come fecero anche Yamaha e MV Agusta vennero perciò scelti dei team "esterni" selezionati a cui affidare le moto e a cui fornire tutta l'assistenza tecnica.
Nel caso di Suzuki la prima scelta fu quella dell'importatore britannico Heron che schierò nei gran premi Sheene affiancato da John Williams e da John Newbold; la casa giapponese mise a disposizione di altri team e piloti privati anche una versione "clienti" della RG 500. Sotto queste nuove insegne semi-ufficiali Barry Sheene vinse il titolo piloti nel motomondiale 1976 (con un totale di 5 vittorie e precedendo altre 5 Suzuki in classifica) ripetendosi l'anno successivo con sei vittorie, mentre i nuovi compagni di squadra Pat Hennen e Steve Parrish si piazzarono terzo e quinto.
Già nel 1977 la Yamaha aveva deciso di tornare ufficialmente alle gare "in proprio", Suzuki invece continuò nella stessa politica di affidarsi a team esterni; così nel 1978, con 2 vittorie ottenute con la nuova Suzuki RGA, Sheene si piazzò secondo nel campionato dietro Kenny Roberts (Yamaha ufficiale) mentre Wil Hartog si piazzò quarto, vincendo anch'egli 2 gare. Dal 1979 Suzuki decise di affidare delle moto ufficiali anche ad altri due team oltre a quello Heron: ne vennero dotati l'olandese Riemersma Racing che l'affidò a Wil Hartog e l'italiano Team Gallina che schierò Virginio Ferrari. Il mondiale del 1979 fu nuovamente vinto dal pilota della Yamaha Kenny Roberts, seguito dai tre piloti alla guida della Suzuki RGB: Ferrari in seconda posizione, Sheene terzo, e Hartog quarto. Grazie al comportamento complessivo dei suoi piloti, sia nel 1978 che nel 1979, la Suzuki ottenne in compenso il titolo riservato ai costruttori.

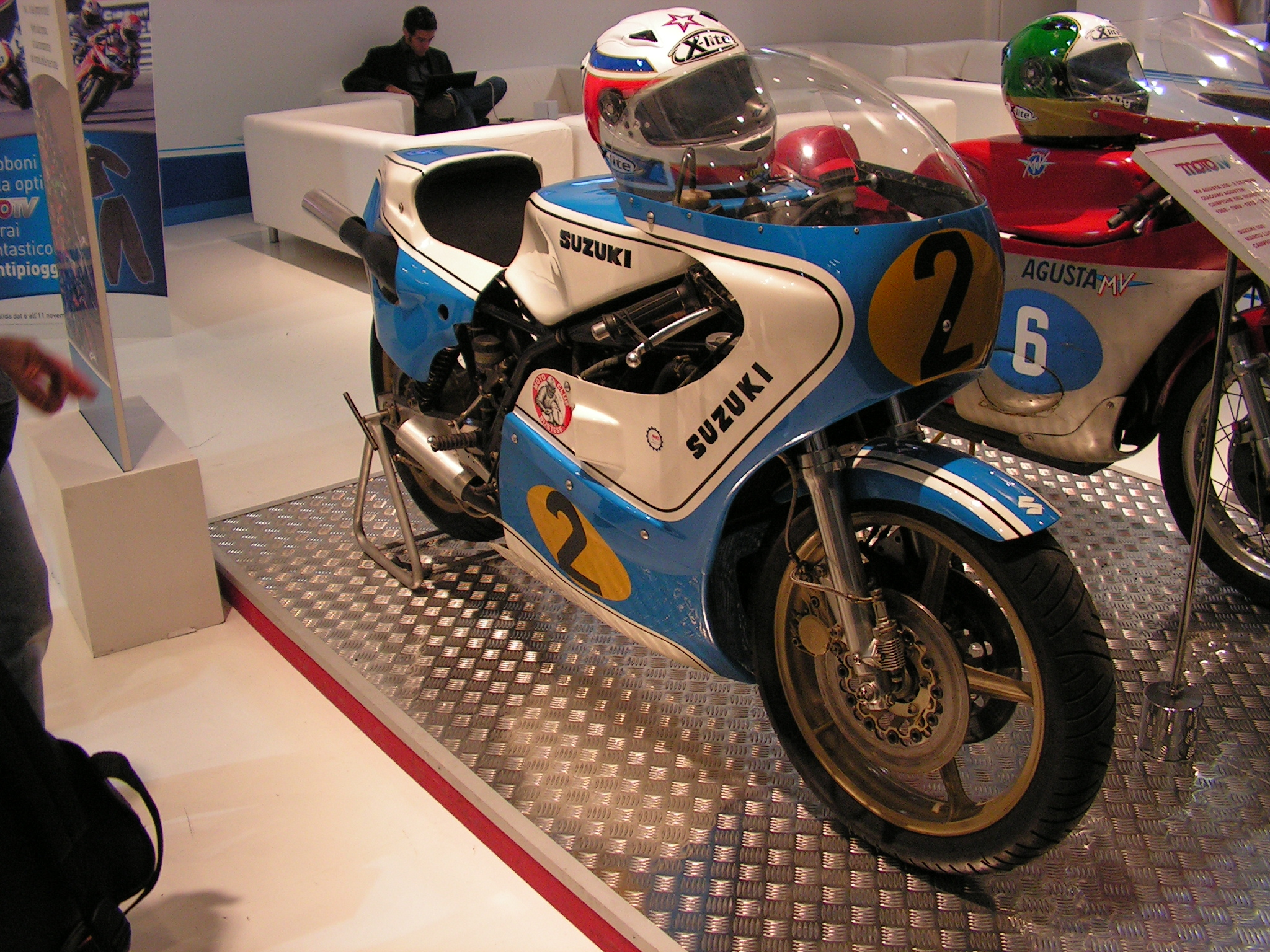
La Suzuki RGB 500 di Randy Mamola del 1981.

Randy Mamola passò alla Suzuki nel 1980 e mentre Kenny Roberts vinceva il suo terzo titolo, Mamola e Marco Lucchinelli, si piazzarono rispettivamente secondo e terzo. Lo stesso Lucchinelli si laureò campione del mondo nel 1981 alla guida della nuova RG Γ 500 ma lasciò la squadra al termine della stagione per passare alla Honda.
Il suo posto in squadra venne preso allora da Franco Uncini che ottenne il titolo mondiale del 1982 vincendo 5 gare; l'anno successivo subì però un grave incidente durante il GP d'Olanda e non poté difendere il titolo. Il miglior piazzamento stagionale fu così il terzo posto ottenuto da Randy Mamola (penalizzato da un telaio poco rigido) e al termine del campionato Suzuki comunicò il suo disimpegno ufficiale dalle competizioni. I team Gallina ed Heron continuarono la loro attività: la squadra italiana con le evoluzioni della RG Γ, mentre i britannici prepararono una moto con telaio in honeycomb ottenendo migliori risultati.
Dopo 3 anni di assenza ritornò parzialmente nel motomondiale 1987; i piloti scelti quell'anno furono Takumi Itoh e Kevin Schwantz che alla guida della nuova RGV Γ 500 si piazzarono rispettivamente al 17º e al 15º posto. Il ritorno definitivo avvenne nel 1988 dove Schwantz si classificò ottavo con 2 vittorie e il nuovo compagno di squadra Robert McElnea si piazzò decimo. Schwantz restò il pilota ufficiale della casa fino al motomondiale 1995 in cui annunciò il suo ritiro dalle competizioni; negli anni continuò a migliorare i suoi piazzamenti nella classifica generale, passando dal sesto posto ottenuto nel motomondiale 1989 (con 6 vittorie nei singoli GP) al secondo posto del 1990 (con 5 vittorie); dopo il terzo posto ottenuto nel 1991 e il quarto del 1992, nel motomondiale 1993 ottenne il titolo iridato (con 4 vittorie).
In questi stessi anni era affiancato da vari piloti quali Niall Mackenzie (quarto nel mondiale 1990), Doug Chandler (quinto nel 1992) e Alex Barros (sesto nel 1993). Nel motomondiale 1994 Schwantz giunse al quarto posto (con 2 vittorie e con Barros che finì ottavo) mentre l'anno successivo, non riuscendo a riprendersi da un incidente decise il suo ritiro dalle competizioni motociclistiche. Così fu Daryl Beattie a piazzarsi meglio tra i piloti della casa, con il secondo posto finale e 2 vittorie ottenute. Scott Russell affiancò Beattie nel 1996 e finì il campionato al sesto posto mentre Beattie, che aveva avuto alcuni problema prima dell'inizio della stagione, si classificò diciottesimo. Nel 1997 a fianco di Beattie ci fu Anthony Gobert e i due piloti si piazzarono rispettivamente all'undicesimo e al quindicesimo posto; il miglior risultato stagionale fu un quinto posto di Beattie. Nel 1998 il solo pilota giapponese Nobuatsu Aoki riuscì a piazzarsi nelle posizioni di vertice, seppure solo al nono posto e con un quarto posto quale miglior risultato stagionale.
Nel 1999 Suzuki strinse un accordo con un altro pilota statunitense, Kenny Roberts Jr; quest'accordo si rivelerà duraturo e foriero di successi. Già nel primo anno riportò la moto giapponese alla vittoria nel gran premio iniziale dopo quattro anni di astinenza e giunse al secondo posto della classifica generale con quattro successi nei GP. Contemporaneamente anche il compagno Aoki giunse al tredicesimo posto. Gli stessi due piloti gareggiarono anche nel motomondiale 2000 con Roberts che ottenne il titolo iridato (con quattro vittorie singole) e Aoki che giunse decimo. Nell'ultimo anno di esistenza della classe 500 Roberts venne affiancato da Sete Gibernau ma i risultati non furono particolarmente buoni e si limitarono all'undicesimo posto dell'americano e al nono dello spagnolo, con quest'ultimo che ottenne il successo in occasione del GP di Valencia.

### MotoGP
Nel 2002, anno di debutto della classe MotoGP, Kenny Roberts jr. e Sete Gibernau guidarono la nuova Suzuki GSV-R quattro tempi. Il miglior risultato del team fu un terzo posto di Roberts in Brasile. A fine stagione Roberts fu nono e Gibernau sedicesimo.

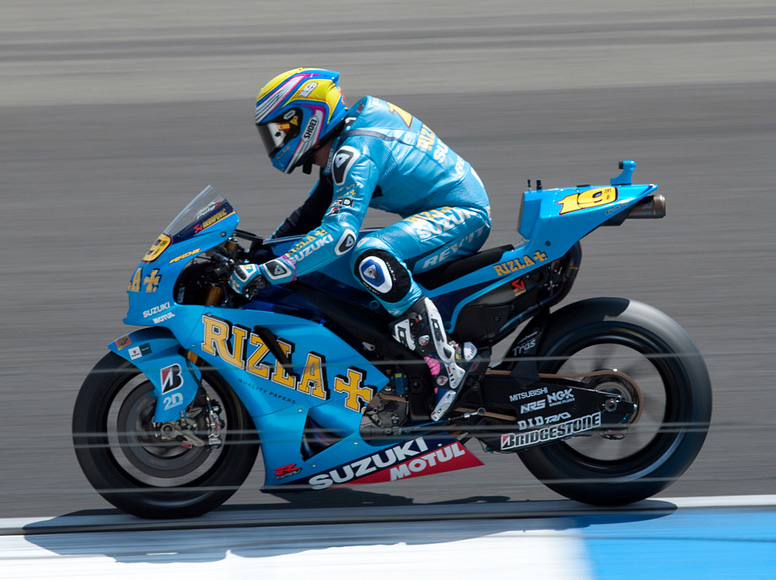
Álvaro Bautista ad Assen nel motomondiale 2010 su una GSV-R.

John Hopkins affiancò Roberts nel 2003, dopo il ritorno di Gibernau alla Honda. Kenny Roberts, Jr. saltò 3 gare in seguito ad un incidente occorso al Mugello e finì la stagione al diciannovesimo posto, dietro a Hopkins, diciassettesimo.
I piloti rimasero gli stessi nel 2004 mentre Bridgestone divenne il nuovo fornitore di pneumatici, al posto di Michelin. Hopkins si piazzò sedicesimo e Roberts diciottesimo. Nel 2005 Roberts, Jr. ottenne un secondo posto nel Gran Premio di Gran Bretagna e finì la stagione tredicesimo. Hopkins si piazzò quattordicesimo. Chris Vermeulen affiancò John Hopkins nel 2006. Hopkins concluse il campionato al decimo posto e Vermeulen all'undicesimo, ottenendo un secondo posto in Australia e due pole position. Nel 2007 i piloti guidarono la nuova Suzuki GSV-R 800cc e Vermeulen, anche grazie ad una gara corsa sotto la pioggia, ottenne la prima vittoria per Suzuki dall'introduzione dei motori quattro tempi, finendo la stagione sesto. Hopkins si piazzò quarto, ottenendo 4 podi nel corso dell'anno.
L'anno successivo, a Vermeulen si è affiancato Loris Capirossi; i due si classificarono rispettivamente ottavo e decimo nel 2008 e dodicesimo e nono nel 2009. Nel 2010 Álvaro Bautista ha preso il posto di Vermeulen, classificandosi tredicesimo, mentre il compagno di squadra Capirossi ha concluso al sedicesimo posto.
Nel 2011, ultimo anno della classe con moto di cilindrata 800 cm³, partecipa con il solo Álvaro Bautista, che porta a termine la stagione al tredicesimo posto nella generale con 67 punti, realizzando come miglior risultato in gara il quinto posto al GP di Gran Bretagna. Nel Gran Premio di Spagna sulla Suzuki GSV-R dello spagnolo Bautista, infortunato, ha corso John Hopkins. Nello stesso anno Hopkins doveva correre anche il Gran Premio della Repubblica Ceca ma una caduta nelle prove libere lo ha costretto a non parteciparvi. A seguito di questo infortunio non riesce a gareggiare nemmeno in Malesia. Il 18 novembre 2011, tramite un comunicato ufficiale della casa madre Suzuki Motor Corporation, annuncia il ritiro dalla MotoGP e quindi dal motomondiale.
Il 17 giugno 2013, Suzuki annuncia il rientro nella classe MotoGP nel 2015. Successivamente, la squadra ha iniziato a sviluppare la moto nei test ufficiali, con il pilota collaudatore Randy de Puniet. Nell'ottobre 2014 ha ufficializzato i suoi 2 piloti per la stagione 2015, ingaggiando Aleix Espargaró esperto di MotoGP, proveniente dalla Forward-Yamaha e Maverick Viñales proveniente dalla Moto2. Inoltre la casa di Hamamatsu partecipa all'ultima gara della stagione 2014 a Valencia con una wild-card. La moto venne affidata al collaudatore de Puniet, che in gara fu costretto al ritiro dopo essere partito dalla 20ª posizione.

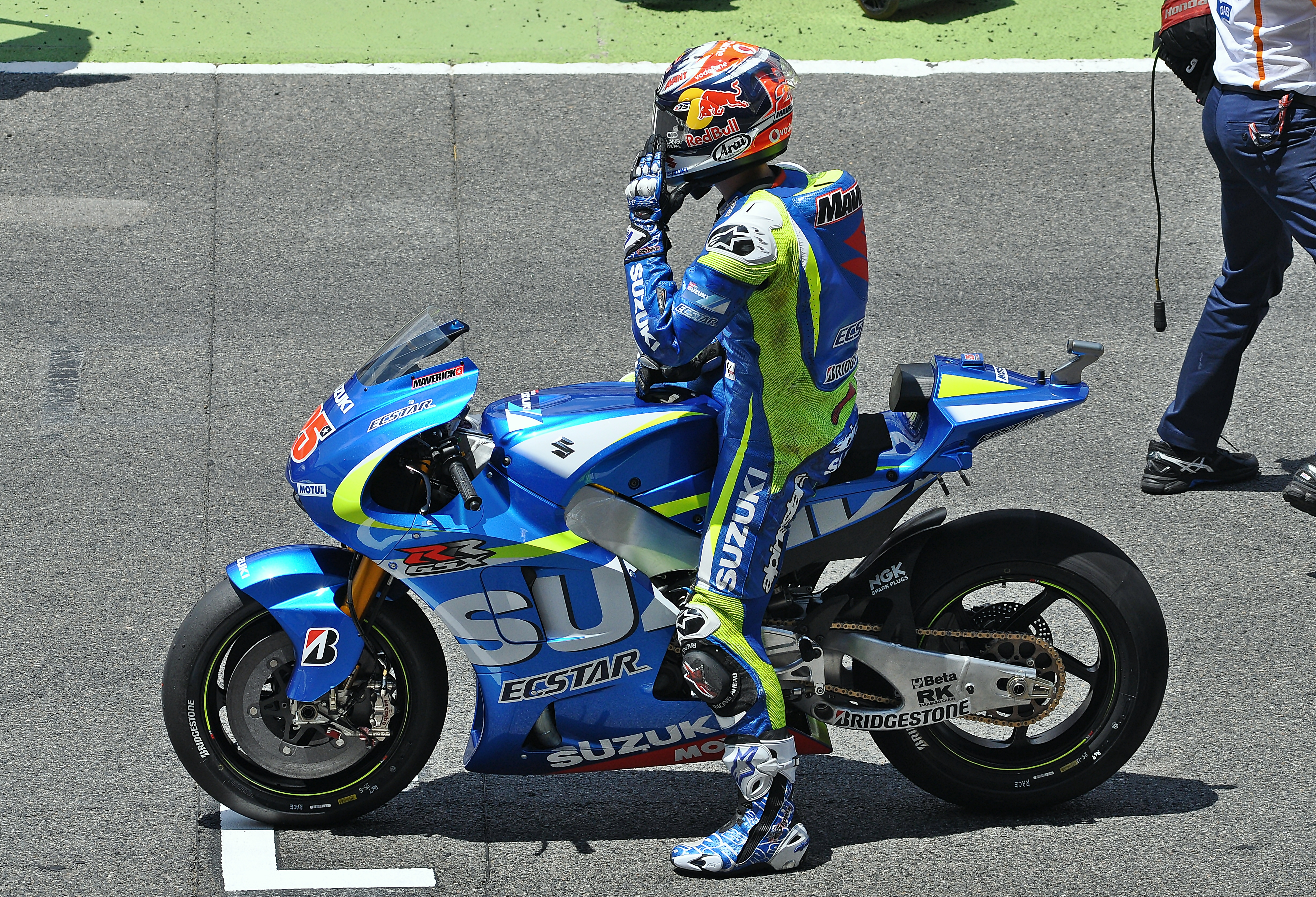
Maverick Viñales MotoGP 2015 su una GSX-RR.

Nel 2015 la nuova GSX-RR si dimostra abbastanza competitiva per essere una moto nuova, i migliori risultati in gara sono tre sesti posti ottenuti da Espargaró al Gran Premio di Aragona e da Viñales nei Gran Premi di Catalogna e Australia. In prova invece il miglior risultato è la Pole Position ottenuta da Aleix Espargaró al GP di catalogna, a otto anni di distanza dall'ultima pole Suzuki in moto GP, fatta da Chris Vermeulen al Gran Premio d'Olanda nel 2007. La stagione si chiude con un incoraggiante quarto posto in classifica costruttori con 137 punti ottenuti, mentre nella classifica a squadre il team Suzuki si piazza al quinto posto con 202 punti mondiali.
Nel 2016 vengono confermati i due piloti della stagione precedente. Nel Gran Premio di Gran Bretagna Maverick Viñales vince il primo GP dal rientro in MotoGP, a nove anni dall'ultimo successo nella classe regina, ottenuto da Chris Vermuelen.
Nel 2017 Suzuki cambia entrambi i piloti, vengono ingaggiati l'italiano Andrea Iannone, già da qualche anno titolare in MotoGP e lo spagnolo Álex Rins proveniente dalla Moto2. Nel 2018 viene confermata la coppia di piloti della stagione precedente, entrambi migliorano le proprie prestazioni in gara, salendo sul podio in diverse occasioni e chiudendo nei primi dieci del mondiale. Nel 2019 è Joan Mir a sostituire Iannone passato ad Aprilia. Migliorano ulteriormente le prestazioni complessive della GSX-RR consentendo ad Álex Rins di vincere i Gran Premi di Stati Uniti e Gran Bretagna. La stagione si chiude al quarto posto tra i costruttori.
Nel 2020 la coppia di piloti costituita da Álex Rins e Joan Mir viene riconfermata. La stagione vede un netto progresso delle prestazioni della Suzuki GSX-RR e in particolare di Joan Mir il quale, dopo 7 piazzamenti a podio tra i quali una vittoria nel Gran Premio d'Europa, vince il suo primo titolo mondiale in MotoGP al termine del Gran Premio di Valencia. In questo frangente Suzuki conquista anche la classifica a squadre. Il 2021 vede Suzuki gareggiare con la stessa coppia di piloti, non arrivano vittorie ma diversi piazzamenti a podio che portano al terzo posto sia tra i costruttori che tra i team.
Nel 2022 dopo il Gran Premio di Spagna il marchio nipponico annuncia a sorpresa che lascerà la competizione a fine del anno, ciononostante il prototipo messo in pista rimane competitivo tanto da permettere, a fine stagione, a Rins di ottenere due successiː al Gran Premio d'Australia e al  Gran Premio di Valencia. Campionato più complicato per Mir, è costretto a saltare quattro Gran Premi per infortunio venendo sostituito da Kazuki Watanabe e Danilo Petrucci, rientra per il Gran Premio d'Australia chiudendo la stagione al quindicesimo posto. La stagione si conclude al quinto posto tra i costruttori e al sesto nella classifica a squadre.

#### Risultati MotoGP
I punti e il risultato finale sono la somma dei punti ottenuti da entrambi i piloti (diversamente dalla classifica costruttori) e il risultato finale si riferisce al team e non al costruttore.
| Anno | Moto         | Gomme | Piloti               |     |     |   |    |     |     |     |    |     |    |     |   |     |    |    |     |  |  |  |  |  |  | Punti | Pos. |
| ---- | ------------ | ----- | -------------------- | --- | --- | - | -- | --- | --- | --- | -- | --- | -- | --- | - | --- | -- | -- | --- |  |  |  |  |  |  | ----- | ---- |
| 2002 | Suzuki GSV-R | D M   | Kenny Roberts Junior | Rit | Rit | 8 | 5  | Rit | 7   | 6   | 14 |     | 11 | 4   | 3 | 6   | 8  | 9  | Rit |  |  |  |  |  |  | 150   | 4º   |
| 2002 | Suzuki GSV-R | D M   | Yukio Kagayama       |     |     |   |    |     |     |     |    | Rit |    |     |   |     |    |    |     |  |  |  |  |  |  | 150   | 4º   |
| 2002 | Suzuki GSV-R | D M   | Sete Gibernau        | Rit | 16  | 9 | 12 | Rit | Rit | Rit | 6  | Rit | 4  | Rit | 8 | Rit | 14 | 12 | 13  |  |  |  |  |  |  | 150   | 4º   |

| Anno | Moto         | Gomme | Piloti               |    |    |    |     |     |    |     |    |     |    |    |    |     |    |    |    |  |  |  |  |  |  | Punti | Pos. |
| ---- | ------------ | ----- | -------------------- | -- | -- | -- | --- | --- | -- | --- | -- | --- | -- | -- | -- | --- | -- | -- | -- |  |  |  |  |  |  | ----- | ---- |
| 2003 | Suzuki GSV-R | M     | John Hopkins         | 13 | 13 | 7  | Rit | Rit | 15 | 15  | 11 | Rit | 17 | 18 | NP | Rit |    | 12 | 12 |  |  |  |  |  |  | 55    | 10º  |
| 2003 | Suzuki GSV-R | M     | Akira Ryō            |    |    |    |     |     |    |     |    |     |    |    |    |     | 20 |    |    |  |  |  |  |  |  | 55    | 10º  |
| 2003 | Suzuki GSV-R | M     | Kenny Roberts Junior | 14 | 15 | 13 | 16  | Rit |    |     |    | 15  | 20 | 17 | 17 | 15  | 14 | 9  | 11 |  |  |  |  |  |  | 55    | 10º  |
| 2003 | Suzuki GSV-R | M     | Yukio Kagayama       |    |    |    |     |     |    | Rit | 12 |     |    |    |    |     |    |    |    |  |  |  |  |  |  | 55    | 10º  |

| Anno | Moto         | Gomme | Piloti               |     |    |     |     |     |    |    |   |    |     |    |     |    |     |    |    |  |  |  |  |  |  | Punti | Pos. |
| ---- | ------------ | ----- | -------------------- | --- | -- | --- | --- | --- | -- | -- | - | -- | --- | -- | --- | -- | --- | -- | -- |  |  |  |  |  |  | ----- | ---- |
| 2004 | Suzuki GSV-R | B     | John Hopkins         | 13  | 15 | Rit | Inf | Rit | 14 | 15 | 9 | 8  | Rit | 6  | Rit | 8  | Rit | 15 | 12 |  |  |  |  |  |  | 89    | 9º   |
| 2004 | Suzuki GSV-R | B     | Kenny Roberts Junior | Rit | 8  | 12  | Rit | 17  | 16 | 7  | 8 | 17 | 10  | 14 | Rit |    |     |    |    |  |  |  |  |  |  | 89    | 9º   |
| 2004 | Suzuki GSV-R | B     | Yukio Kagayama       |     |    |     |     |     |    |    |   |    |     |    |     | 11 | 14  |    |    |  |  |  |  |  |  | 89    | 9º   |
| 2004 | Suzuki GSV-R | B     | Gregorio Lavilla     |     |    |     |     |     |    |    |   |    |     |    |     |    |     | 16 | 17 |  |  |  |  |  |  | 89    | 9º   |

| Anno | Moto         | Gomme | Piloti               |     |     |     |    |    |     |    |    |    |     |    |   |   |    |    |    |     |  |  |  |  |  | Punti | Pos. |
| ---- | ------------ | ----- | -------------------- | --- | --- | --- | -- | -- | --- | -- | -- | -- | --- | -- | - | - | -- | -- | -- | --- |  |  |  |  |  | ----- | ---- |
| 2005 | Suzuki GSV-R | B     | John Hopkins         | 14  | Rit | 7   | 16 | 11 | Rit | 13 | 8  | 11 | Rit | 13 | 5 | 9 | 17 | 10 | 15 | 13  |  |  |  |  |  | 126   | 8º   |
| 2005 | Suzuki GSV-R | B     | Kenny Roberts Junior | Rit | 12  | Rit | 13 | 15 | 15  | 16 | 14 | 2  | 11  | 11 | 8 | 7 | 11 | NQ |    |     |  |  |  |  |  | 126   | 8º   |
| 2005 | Suzuki GSV-R | B     | Nobuatsu Aoki        |     |     |     |    |    |     |    |    |    |     |    |   |   |    |    |    | Rit |  |  |  |  |  | 126   | 8º   |

| Anno | Moto         | Gomme | Piloti          |    |     |    |     |    |    |   |    |    |    |   |    |    |    |    |   |     |  |  |  |  |  | Punti | Pos. |
| ---- | ------------ | ----- | --------------- | -- | --- | -- | --- | -- | -- | - | -- | -- | -- | - | -- | -- | -- | -- | - | --- |  |  |  |  |  | ----- | ---- |
| 2006 | Suzuki GSV-R | B     | John Hopkins    | 9  | Rit | 17 | 4   | 15 | 10 | 4 | 6  | 8  | 10 | 6 | 7  | 6  | 12 | 12 | 6 | 11  |  |  |  |  |  | 214   | 5º   |
| 2006 | Suzuki GSV-R | B     | Chris Vermeulen | 12 | Rit | 7  | Rit | 10 | 14 | 6 | 10 | 16 | 7  | 5 | 12 | 11 | 2  | 11 | 9 | Rit |  |  |  |  |  | 214   | 5º   |

| Anno | Moto         | Gomme | Piloti          |   |    |    |   |   |   |   |   |    |    |    |   |   |    |    |   |   |   |  |  |  |  | Punti | Pos. |
| ---- | ------------ | ----- | --------------- | - | -- | -- | - | - | - | - | - | -- | -- | -- | - | - | -- | -- | - | - | - |  |  |  |  | ----- | ---- |
| 2007 | Suzuki GSV-R | B     | John Hopkins    | 4 | 19 | 6  | 3 | 7 | 5 | 4 | 5 | 5  | 7  | 15 | 2 | 3 | 6  | 10 | 7 | 8 | 3 |  |  |  |  | 368   | 3º   |
| 2007 | Suzuki GSV-R | B     | Chris Vermeulen | 8 | 9  | 11 | 7 | 1 | 8 | 7 | 3 | 16 | 11 | 2  | 5 | 2 | 13 | 11 | 8 | 7 | 6 |  |  |  |  | 368   | 3º   |

| Anno | Moto         | Gomme | Piloti          |    |    |   |     |   |    |     |     |     |   |    |   |   |    |     |    |   |    |  |  |  |  | Punti | Pos. |
| ---- | ------------ | ----- | --------------- | -- | -- | - | --- | - | -- | --- | --- | --- | - | -- | - | - | -- | --- | -- | - | -- |  |  |  |  | ----- | ---- |
| 2008 | Suzuki GSV-R | B     | Chris Vermeulen | 17 | 10 | 8 | Rit | 5 | 10 | 7   | 8   | 7   | 3 | 3  | 6 | 5 | 9  | Rit | 15 | 9 | 13 |  |  |  |  | 248   | 5º   |
| 2008 | Suzuki GSV-R | B     | Loris Capirossi | 8  | 5  | 9 | 9   | 7 | 7  | Rit | Inf | Inf | 7 | 15 | 3 | 7 | 16 | 6   | 10 | 7 | 9  |  |  |  |  | 248   | 5º   |
| 2008 | Suzuki GSV-R | B     | Ben Spies       |    |    |   |     |   |    |     | 14  |     |   |    |   |   |    |     |    |   |    |  |  |  |  | 248   | 5º   |

| Anno | Moto         | Gomme | Piloti          |     |    |    |   |    |    |   |     |    |    |    |    |   |     |    |   |    |  |  |  |  |  | Punti | Pos. |
| ---- | ------------ | ----- | --------------- | --- | -- | -- | - | -- | -- | - | --- | -- | -- | -- | -- | - | --- | -- | - | -- |  |  |  |  |  | ----- | ---- |
| 2009 | Suzuki GSV-R | B     | Loris Capirossi | Rit | 7  | 6  | 8 | 5  | 5  | 9 | Rit | 11 | 11 | 5  | 7  | 5 | Rit | 12 | 9 | 14 |  |  |  |  |  | 216   | 6º   |
| 2009 | Suzuki GSV-R | B     | Chris Vermeulen | 7   | 10 | 10 | 6 | 10 | 11 | 5 | 8   | 13 | 13 | 11 | 11 | 9 | 10  | 11 | 6 | 15 |  |  |  |  |  | 216   | 6º   |

| Anno | Moto         | Gomme | Piloti          |     |     |     |    |     |    |   |     |     |     |    |     |     |     |     |    |    |     |  |  |  |  | Punti | Pos. |
| ---- | ------------ | ----- | --------------- | --- | --- | --- | -- | --- | -- | - | --- | --- | --- | -- | --- | --- | --- | --- | -- | -- | --- |  |  |  |  | ----- | ---- |
| 2010 | Suzuki GSV-R | B     | Álvaro Bautista | Rit | 10  | NP  | 14 | 12  | 14 | 5 | Rit | Rit | Rit | 8  | 8   | 8   | 7   | 5   | 12 | 11 | 9   |  |  |  |  | 129   | 6º   |
| 2010 | Suzuki GSV-R | B     | Loris Capirossi | 9   | Rit | Rit | 10 | Rit | 13 | 7 | 11  | 10  | Rit | 11 | Rit | Inf | Rit | Rit | NP | 13 | Rit |  |  |  |  | 129   | 6º   |

| Anno | Moto         | Gomme | Piloti          |    |     |    |    |    |   |    |    |   |     |     |   |   |   |     |     |    |     |  |  |  |  | Punti | Pos. |
| ---- | ------------ | ----- | --------------- | -- | --- | -- | -- | -- | - | -- | -- | - | --- | --- | - | - | - | --- | --- | -- | --- |  |  |  |  | ----- | ---- |
| 2011 | Suzuki GSV-R | B     | Álvaro Bautista | NP | Inf | 13 | 12 | 12 | 5 | 11 | 13 | 7 | Rit | Rit | 6 | 8 | 6 | Rit | Rit | AN | Rit |  |  |  |  | 73    | 8º   |
| 2011 | Suzuki GSV-R | B     | John Hopkins    |    | 10  |    |    |    |   |    |    |   |     |     |   |   |   |     |     |    |     |  |  |  |  | 73    | 8º   |

| Anno | Moto          | Gomme | Piloti          |  |  |  |  |  |  |  |  |  |  |  |  |  |  |  |  |  |     |  |  |  |  | Punti | Pos. |
| ---- | ------------- | ----- | --------------- |  |  |  |  |  |  |  |  |  |  |  |  |  |  |  |  |  | --- |  |  |  |  | ----- | ---- |
| 2014 | Suzuki GSX-RR | B     | Randy de Puniet |  |  |  |  |  |  |  |  |  |  |  |  |  |  |  |  |  | Rit |  |  |  |  | 0     |      |

| Anno | Moto          | Gomme | Piloti           |    |   |    |    |     |     |     |    |    |    |     |    |    |    |     |   |   |    |  |  |  |  | Punti | Pos. |
| ---- | ------------- | ----- | ---------------- | -- | - | -- | -- | --- | --- | --- | -- | -- | -- | --- | -- | -- | -- | --- | - | - | -- |  |  |  |  | ----- | ---- |
| 2015 | Suzuki GSX-RR | B     | Aleix Espargaró  | 11 | 8 | 7  | 7  | Rit | Rit | Rit | 9  | 10 | 14 | 9   | 9  | 10 | 6  | 11  | 9 | 7 | 8  |  |  |  |  | 202   | 5º   |
| 2015 | Suzuki GSX-RR | B     | Maverick Viñales | 14 | 9 | 10 | 11 | 9   | 7   | 6   | 10 | 11 | 11 | Rit | 11 | 14 | 11 | Rit | 6 | 8 | 11 |  |  |  |  | 202   | 5º   |

| Anno | Moto          | Gomme | Piloti           |    |     |   |   |   |   |     |     |    |     |     |   |     |   |   |     |    |   |  |  |  |  | Punti | Pos. |
| ---- | ------------- | ----- | ---------------- | -- | --- | - | - | - | - | --- | --- | -- | --- | --- | - | --- | - | - | --- | -- | - |  |  |  |  | ----- | ---- |
| 2016 | Suzuki GSX-RR | M     | Aleix Espargaró  | 11 | 11  | 5 | 5 | 6 | 9 | Rit | Rit | 14 | Rit | Rit | 7 | Rit | 7 | 4 | Rit | 13 | 8 |  |  |  |  | 295   | 4º   |
| 2016 | Suzuki GSX-RR | M     | Maverick Viñales | 6  | Rit | 4 | 6 | 3 | 6 | 4   | 9   | 12 | 6   | 9   | 1 | 5   | 4 | 3 | 3   | 6  | 5 |  |  |  |  | 295   | 4º   |

| Anno | Moto          | Gomme | Piloti           |     |     |    |     |     |     |     |    |     |    |    |     |     |    |   |   |    |   |  |  |  |  | Punti | Pos. |
| ---- | ------------- | ----- | ---------------- | --- | --- | -- | --- | --- | --- | --- | -- | --- | -- | -- | --- | --- | -- | - | - | -- | - |  |  |  |  | ----- | ---- |
| 2017 | Suzuki GSX-RR | M     | Andrea Iannone   | Rit | 16  | 7  | Rit | 10  | 10  | 16  | 9  | Rit | 19 | 11 | Rit | Rit | 12 | 4 | 6 | 17 | 6 |  |  |  |  | 130   | 6º   |
| 2017 | Suzuki GSX-RR | M     | Álex Rins        | 9   | Rit | NP | Inf | Inf | Inf | Inf | 17 | 21  | 11 | 16 | 9   | 8   | 17 | 5 | 8 | SQ | 4 |  |  |  |  | 130   | 6º   |
| 2017 | Suzuki GSX-RR | M     | Takuya Tsuda     |     |     |    | 17  |     |     |     |    |     |    |    |     |     |    |   |   |    |   |  |  |  |  | 130   | 6º   |
| 2017 | Suzuki GSX-RR | M     | Sylvain Guintoli |     |     |    |     | 15  | 17  | 17  |    |     |    |    |     |     |    |   |   |    |   |  |  |  |  | 130   | 6º   |

| Anno | Moto          | Gomme | Piloti         |     |   |     |     |     |   |     |    |     |    |    |    |   |   |    |     |   |     |     |  |  |  | Punti | Pos. |
| ---- | ------------- | ----- | -------------- | --- | - | --- | --- | --- | - | --- | -- | --- | -- | -- | -- | - | - | -- | --- | - | --- | --- |  |  |  | ----- | ---- |
| 2018 | Suzuki GSX-RR | M     | Andrea Iannone | 9   | 8 | 3   | 3   | Rit | 4 | 10  | 11 | 12  | 10 | 13 | AN | 8 | 3 | 11 | Rit | 2 | Rit | Rit |  |  |  | 302   | 4º   |
| 2018 | Suzuki GSX-RR | M     | Álex Rins      | Rit | 3 | Rit | Rit | 10  | 5 | Rit | 2  | Rit | 11 | 8  | AN | 4 | 4 | 6  | 3   | 5 | 2   | 2   |  |  |  | 302   | 4º   |

| Anno | Moto          | Gomme | Piloti           |   |     |    |     |    |    |   |     |     |     |     |     |     |    |   |   |   |    |   |  |  |  | Punti | Pos. |
| ---- | ------------- | ----- | ---------------- | - | --- | -- | --- | -- | -- | - | --- | --- | --- | --- | --- | --- | -- | - | - | - | -- | - |  |  |  | ----- | ---- |
| 2019 | Suzuki GSX-RR | M     | Álex Rins        | 4 | 5   | 1  | 2   | 10 | 4  | 4 | Rit | Rit | 4   | 6   | 1   | Rit | 9  | 5 | 7 | 9 | 5  | 5 |  |  |  | 301   | 5º   |
| 2019 | Suzuki GSX-RR | M     | Joan Mir         | 8 | Rit | 17 | Rit | 16 | 12 | 6 | 8   | 7   | Rit | Inf | Inf | 8   | 14 | 7 | 8 | 5 | 10 | 7 |  |  |  | 301   | 5º   |
| 2019 | Suzuki GSX-RR | M     | Sylvain Guintoli |   |     |    |     |    |    |   |     |     |     |     | 12  |     |    |   |   |   |    |   |  |  |  | 301   | 5º   |

| Anno | Moto          | Gomme | Piloti    |    |     |    |     |     |   |   |    |   |    |   |   |   |   |     |  |  |  |  |  |  |  | Punti | Pos. |
| ---- | ------------- | ----- | --------- | -- | --- | -- | --- | --- | - | - | -- | - | -- | - | - | - | - | --- |  |  |  |  |  |  |  | ----- | ---- |
| 2020 | Suzuki GSX-RR | M     | Álex Rins | NE | NP  | 10 | 4   | Rit | 6 | 5 | 12 | 3 | NC | 1 | 2 | 2 | 4 | 15  |  |  |  |  |  |  |  | 310   | 1º   |
| 2020 | Suzuki GSX-RR | M     | Joan Mir  | NE | Rit | 5  | Rit | 2   | 4 | 3 | 2  | 2 | 11 | 3 | 3 | 1 | 7 | Rit |  |  |  |  |  |  |  | 310   | 1º   |

| Anno | Moto          | Gomme | Piloti    |   |   |     |    |     |     |     |    |    |   |    |   |    |     |   |     |   |     |  |  |  |  | Punti | Pos. |
| ---- | ------------- | ----- | --------- | - | - | --- | -- | --- | --- | --- | -- | -- | - | -- | - | -- | --- | - | --- | - | --- |  |  |  |  | ----- | ---- |
| 2021 | Suzuki GSX-RR | M     | Joan Mir  | 4 | 7 | 3   | 5  | Rit | 3   | 4   | 9  | 3  | 2 | 4  | 9 | 3  | 6   | 8 | Rit | 2 | 4   |  |  |  |  | 307   | 3º   |
| 2021 | Suzuki GSX-RR | M     | Álex Rins | 6 | 4 | Rit | 20 | Rit | Rit | Inf | 11 | 11 | 7 | 14 | 2 | 12 | Rit | 4 | 6   | 8 | Rit |  |  |  |  | 307   | 3º   |

| Anno | Moto          | Gomme | Piloti          |   |   |   |   |     |    |     |     |     |     |    |     |     |    |    |     |    |    |    |   |  |  | Punti | Pos. |
| ---- | ------------- | ----- | --------------- | - | - | - | - | --- | -- | --- | --- | --- | --- | -- | --- | --- | -- | -- | --- | -- | -- | -- | - |  |  | ----- | ---- |
| 2022 | Suzuki GSX-RR | M     | Joan Mir        | 6 | 6 | 4 | 4 | Rit | 6  | Rit | Rit | 4   | Rit | 8  | Rit | Rit |    | NP |     |    | 18 | 19 | 6 |  |  | 260   | 6º   |
| 2022 | Suzuki GSX-RR | M     | Álex Rins       | 7 | 5 | 3 | 2 | 4   | 19 | Rit | Rit | Rit | NP  | 10 | 7   | 8   | 7  | 9  | Rit | 12 | 1  | 5  | 1 |  |  | 260   | 6º   |
| 2022 | Suzuki GSX-RR | M     | Kazuki Watanabe |   |   |   |   |     |    |     |     |     |     |    |     |     | 21 |    |     |    |    |    |   |  |  | 260   | 6º   |
| 2022 | Suzuki GSX-RR | M     | Takuya Tsuda    |   |   |   |   |     |    |     |     |     |     |    |     |     |    |    | Rit |    |    |    |   |  |  | 260   | 6º   |
| 2022 | Suzuki GSX-RR | M     | Danilo Petrucci |   |   |   |   |     |    |     |     |     |     |    |     |     |    |    |     | 20 |    |    |   |  |  | 260   | 6º   |

| Legenda | 1º posto        | 2º posto            | 3º posto            | A punti      | Senza punti        | Grassetto – Pole position Corsivo – Giro più veloce |
| Legenda | Gara non valida | Non qual./Non part. | Ritirato/Non class. | Squalificato | '-' Dato non disp. | Grassetto – Pole position Corsivo – Giro più veloce |

## Superbike

### Campionato mondiale Superbike
L'esordio di Suzuki in questa categoria avviene nella stagione inaugurale del 1988 nella quale ottiene la prima affermazione in occasione del Gran Premio del Giappone con il pilota canadese Gary Goodfellow. Nella stagione successiva ottiene un'altra vittoria, sempre a Sugo, con lo statunitense Doug Polen. Dal 1990 al 1998 Suzuki alterna stagioni complete ad apparizioni sporadiche nel mondiale Superbike culminate con la vittoria, nuovamente in Giappone, del pilota locale Keiichi Kitagawa. Dal 1999 il team di riferimento della Suzuki per quel che concerne il campionato mondiale Superbike è il team Alstare, infatti la casa giapponese gli affida le moto ufficiali supportandolo nello sviluppo delle stesse. Nel primo anno di collaborazione con la squadra belga, i piloti scelti furono Pierfrancesco Chili e Katsuaki Fujiwara con le GSX-R 750 ufficiali, ed il bolognese realizza due vittorie in gara.
L'anno successivo e nel 2001 è sempre Chili il pilota di riferimento che realizza altre due vittorie. La stagione 2002 vede il solo Gregorio Lavilla schierato, ma nel 2003, con il cambio di regolamento, che ampliava la cilindrata delle 4 cilindri portando il limite da 750 a 1000, il confermato Lavilla poté utilizzare la più potente GSX-R 1000, che gli garantì 7 podi ed il 5º posto finale nella graduatoria piloti. Nel 2005 ottiene i primi successi iridati nel mondiale superbike vincendo il campionato piloti con l'australiano Troy Corser con una GSX-R1000 curata dal Team Alstare Suzuki Corona Extra e, nella stessa stagione, il titolo costruttori. Negli anni seguenti, sempre con il team Alstare, Suzuki ottiene buoni riscontri, sfiorando il titolo in almeno due occasioni: nel 2007 con Massimiliano Biaggi e nel 2010 con Leon Haslam.

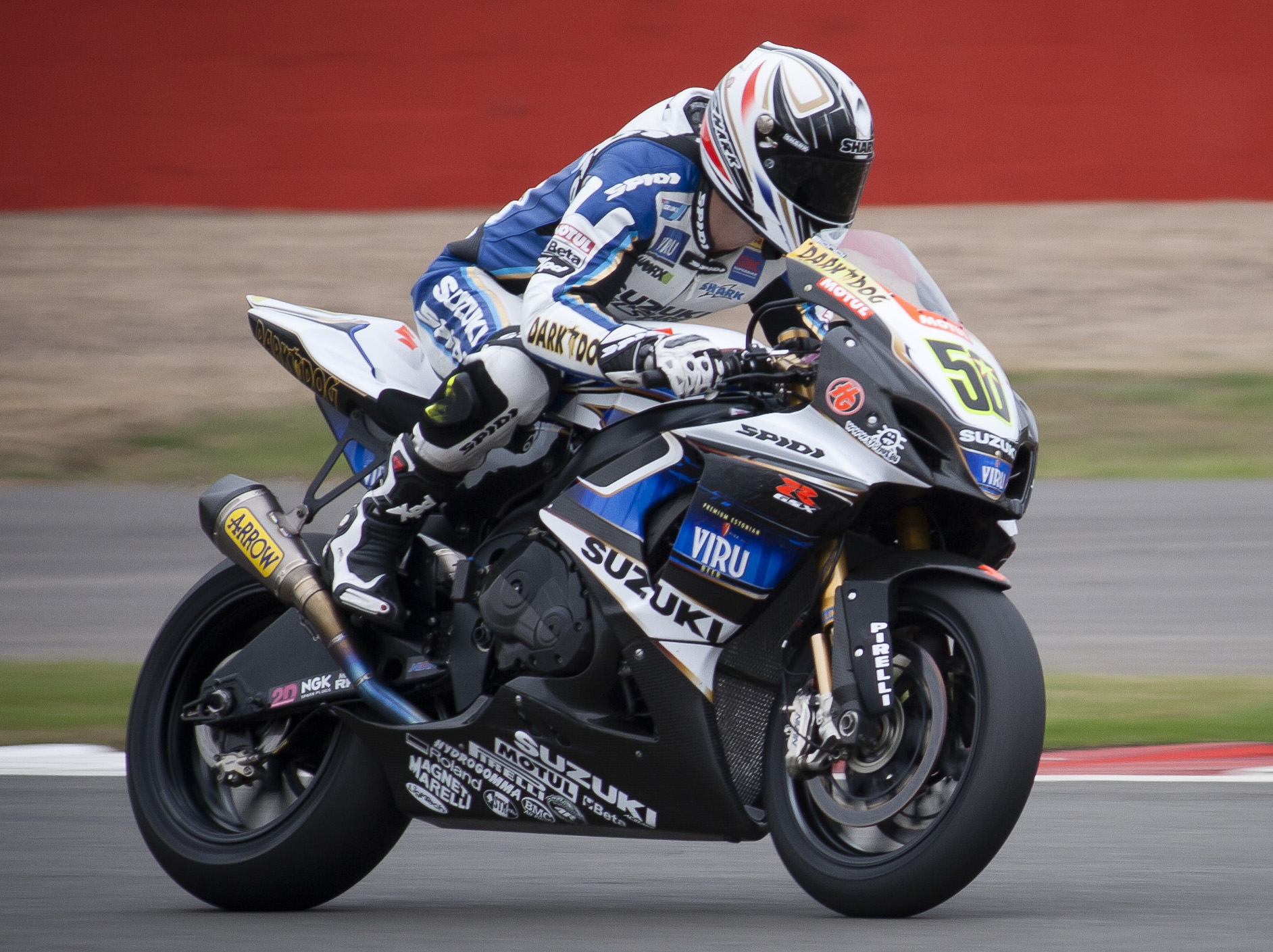
Sylvain Guintoli a Silverstone nel mondiale Superbike 2010.

Alla fine del 2011, il team Alstare abbandona il campionato Superbike. Tuttavia, Suzuki continua a correre, fino al 2015, grazie al team privato Crescent Fixi Suzuki. Durante gli anni di gestione da parte del team Crescent, il risultato di maggior rilievo è la vittoria ottenuta con Eugene Laverty in occasione del Gran Premio di Australia nel 2014. Nel 2016 non partecipa a questo campionato mentre, nelle due stagioni successive, Suzuki limita il proprio impegno a partecipazioni in singoli Gran Premi con piloti wild card provenienti da competizioni nazionali. Nel 2021 Suzuki torna nel mondiale Superbike per disputare il Gran Premio della Navarra con il giapponese Naomichi Uramoto che sfiora la zona punti in gara uno.

### Campionato mondiale Supersport
Suzuki esordisce in questa categoria andando a conquistare il secondo posto nella gara inaugurale del 1997 con Stéphane Mertens. Nelle due stagioni seguenti ottiene il titolo piloti con l'italiano Fabrizio Pirovano e con il francese Stéphane Chambon. Negli anni a seguire, e fino a metà della stagione 2009, Suzuki partecipa costantemente a questo campionato ottenendo vittorie nei singoli Gran Premi e piazzamenti a podio ma senza ottenere titoli ad eccezione del titolo costruttori vinto nella stagione 2002. Nelle stagioni 2010 e 2011 non partecipa a questo campionato. Nelle stagioni successive, ad eccezione del 2013, le partecipazioni si limitano a singole gare con piloti wild card. Nel 2018 viene schierata un'unica Suzuki GSX-R600 affidata al pilota finlandese Eemeli Lahti per partecipare alla Coppa Europa. Chiude la stagione al ventunesimo posto in classifica mondiale ma secondo nella graduatoria europea. Torna nel mondiale Supersport nella stagione 2021 disputando un paio di Gran Premi con Emeli Lathi e Luca Grünwald conquistando tre punti che consentono di chiudere al quarto posto tra i costruttori. Nel 2023 il pilota irlandese Rhys Irwin prende parte al Gran premio di Donington con una GSX-R750 conquistando un punto in gara due.

### Superstock 1000 FIM Cup
In questa categoria la casa di giapponese fa il suo esordio già nella stagione inaugurale del 1999 nella quale ottiene cinque affermazioni su nove gare in calendario ed il titolo piloti con il britannico Karl Harris. Nel 2000 vince qualche gara ed ottiene il secondo posto in classifica con l'italiano Markus Wegscheider. Il 2001 vede l'affermazione dell'inglese James Ellison in sella alla Suzuki GSX 1000R. Nel 2002 è la volta del primo italiano: Vittorio Iannuzzo, in sella ad una Suzuki del Team Alstare, dopo aver vinto la gara inaugurale a Valencia, mantiene la testa dal campionato fino in fondo. Nel 2003, dopo un duello durato tutta la stagione con il connazionale Lorenzo Lanzi su Ducati, ad aggiudicarsi il titolo è Michel Fabrizio. L'ultimo titolo iridato in questa categoria risale alla stagione 2006, quando la Stock 1000 assume la dicitura di competizione mondiale. Ad aggiudicarsi il titolo è l'italiano Alessandro Polita, contestualmente Suzuki vince anche il titolo costruttori. Nelle stagioni successive, fino al 2010 Suzuki partecipa a questo campionato ottenendo qualche vittoria nei singoli Gran Premi o qualche podio. Torna in questa categoria nel 2013 disputando l'intera stagione ma senza ottenere risultati di rilievo. Nelle stagioni finali della Stock 1000 disputa solo qualche gara con piloti wild card ad eccezione del 2015 e delle gare iniziali nella stagione successiva.

### Europeo Superstock 600
L'esordio di Suzuki in questa categoria risale alla stagione inaugurale: il 2005. Nel 2006 ottiene cinque vittorie ed il titolo piloti con il pilota belga Xavier Siméon. Nella stagione successiva ottiene un altro successo, nel Gran Premio di Germania con il belga Vincent Lonbois. Partecipa senza ottenere successi nelle due stagioni seguenti. Nel 2010 non partecipa alla Superstock 600. Nelle due stagioni seguenti le partecipazioni di Suzuki si limitano ai singoli Gran Premi con piloti locali wild card. Nel 2013 disputa l'intera stagione con i piloti Wayne Tessels e Luca Vitali che ottengono regolarmente piazzamenti a punti. Nel 2014 il pilota olandese Tessels, in sella ad una Suzuki, ottiene tre piazzamenti a podio ed una pole position andando a chiudere la stagione al secondo posto in classifica piloti. Non partecipa all'ultima edizione del Campionato europeo Superstock 600: il 2015.

## Campionato MotoAmerica Superbike
Con Wes Cooley, Jamie James, Mat Mladin, Ben Spies e Toni Elías ha vinto 12 titoli piloti AMA Superbike Championship.

## Fuoristrada
Con il pilota belga Roger De Coster ha vinto 5 titoli nella 500 del motocross, 13 titoli nella 125 con Gaston Rahier (3 titoli), Harry Everts (3 titoli), Eric Geboers (2 titoli), Akira Watanabe, Michele Rinaldi, Donnie Schmit, Pedro Tragter e Stefan Everts e 7 titoli Supercross AMA con Ricky Carmichael.